# Otto Staiger
Otto Staiger (* 3. September 1894 in Basel; † 5. September 1967 ebenda) war ein Schweizer Glasmaler und Maler. Er widmete seine Arbeit auch dem Aquarell und dem Holzschnitt.

## Leben und Werk
Otto Staiger absolvierte ab 1911 eine Glasmalerlehre bei seinem Onkel, wo kurze Zeit später auch Albert Müller dessen Lehrling wurde. Daneben besuchte er Malkurse bei Albert Wagen und Albrecht Mayer an der allgemeinen Gewerbeschule in Basel.
Von 1919 bis 1922 arbeitete er in Genf mit dem Maler Hans Stocker, dort kehrte er sich von der traditionellen dunkeltonigen Malerei ab. 1922 zog er nach Besazio im Tessin um. 1925 trat er der Gruppe Rot-Blau bei, der auch Paul Camenisch, Hermann Scherer und Albert Müller angehörten.
1926 bis 1929 führte er die Glasfenster an der neugebauten Antoniuskirche in Basel mit Hans Stocker aus, 1939 das Glasgemälde der katholischen Kirche St. Stefan in Amriswil und 1948 die Glasfenster im Vestibül des Universitätsspital Basel. 1927 kehrte er nach Basel zurück. 1933 war er Mitbegründer der Basler Künstlervereinigung Gruppe 33.
Seit 1938 hatte er eine eigene Glasmalerei-Werkstatt an der Birsstrasse in Basel. Einige seiner Werke gingen aus den Wettbewerben des Kunstkredits Basel-Stadt hervor.
1937 wurden in der Nazi-Aktion „Entartete Kunst“ aus dem Stadtmuseum Ulm sein Holzschnitt Tessiner Landschaft (60 × 40 cm, 1925) beschlagnahmt und vernichtet.

Das mittlere Glasfenster beim Eingang des Kunstmuseum Basel von Otto Staiger
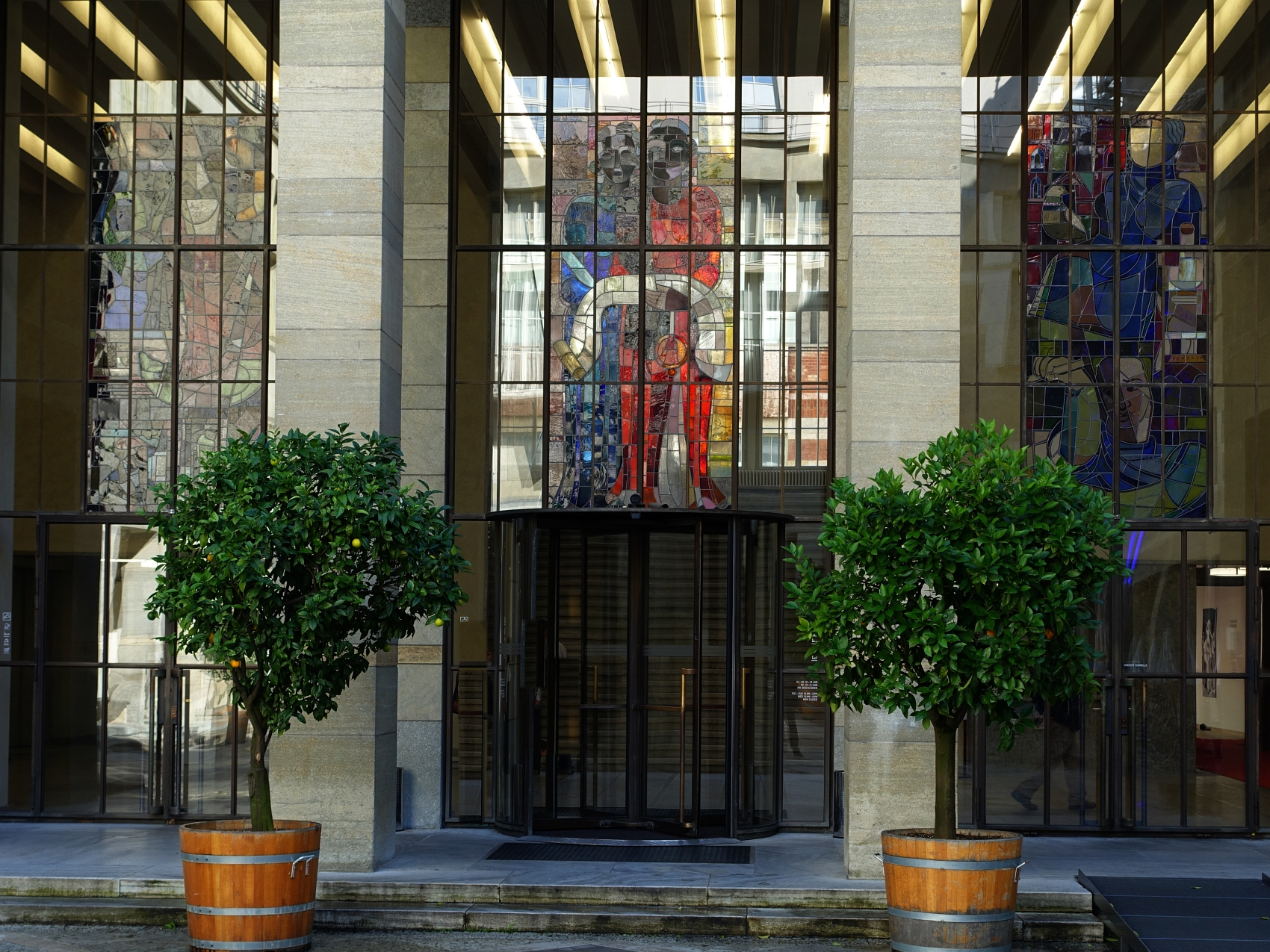
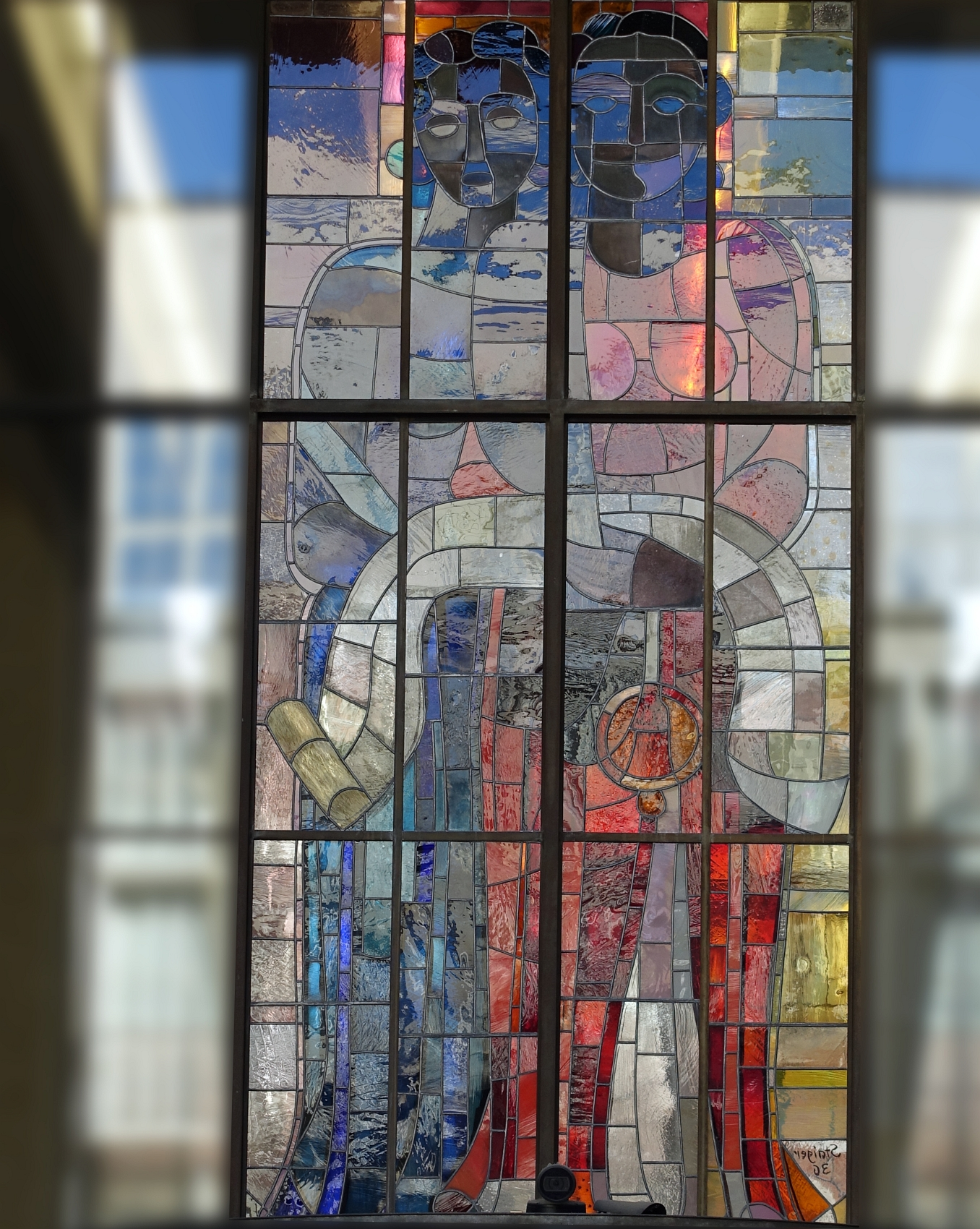
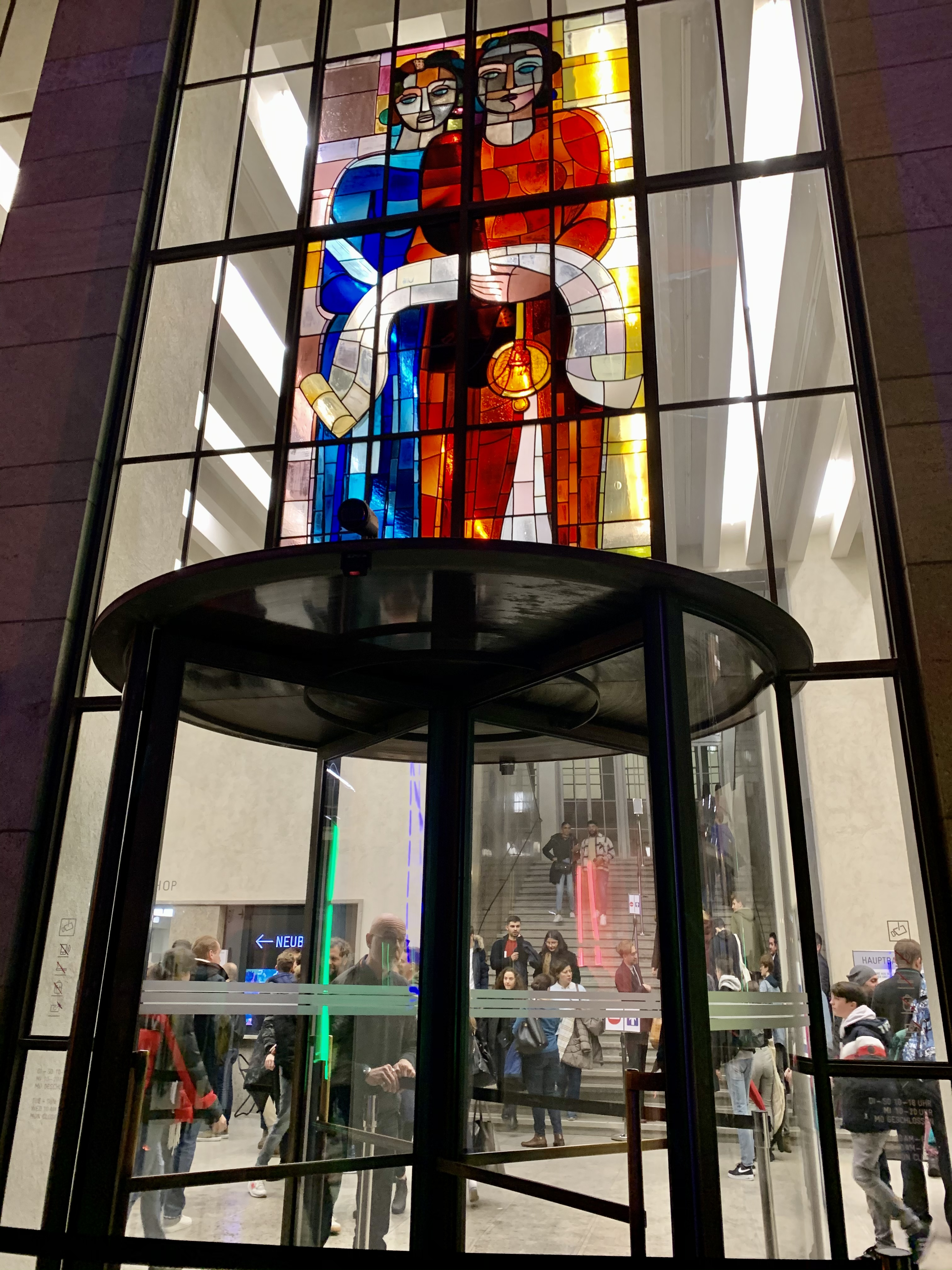

Glasbilder Schulhaus Neubad, Basel von Otto Staiger
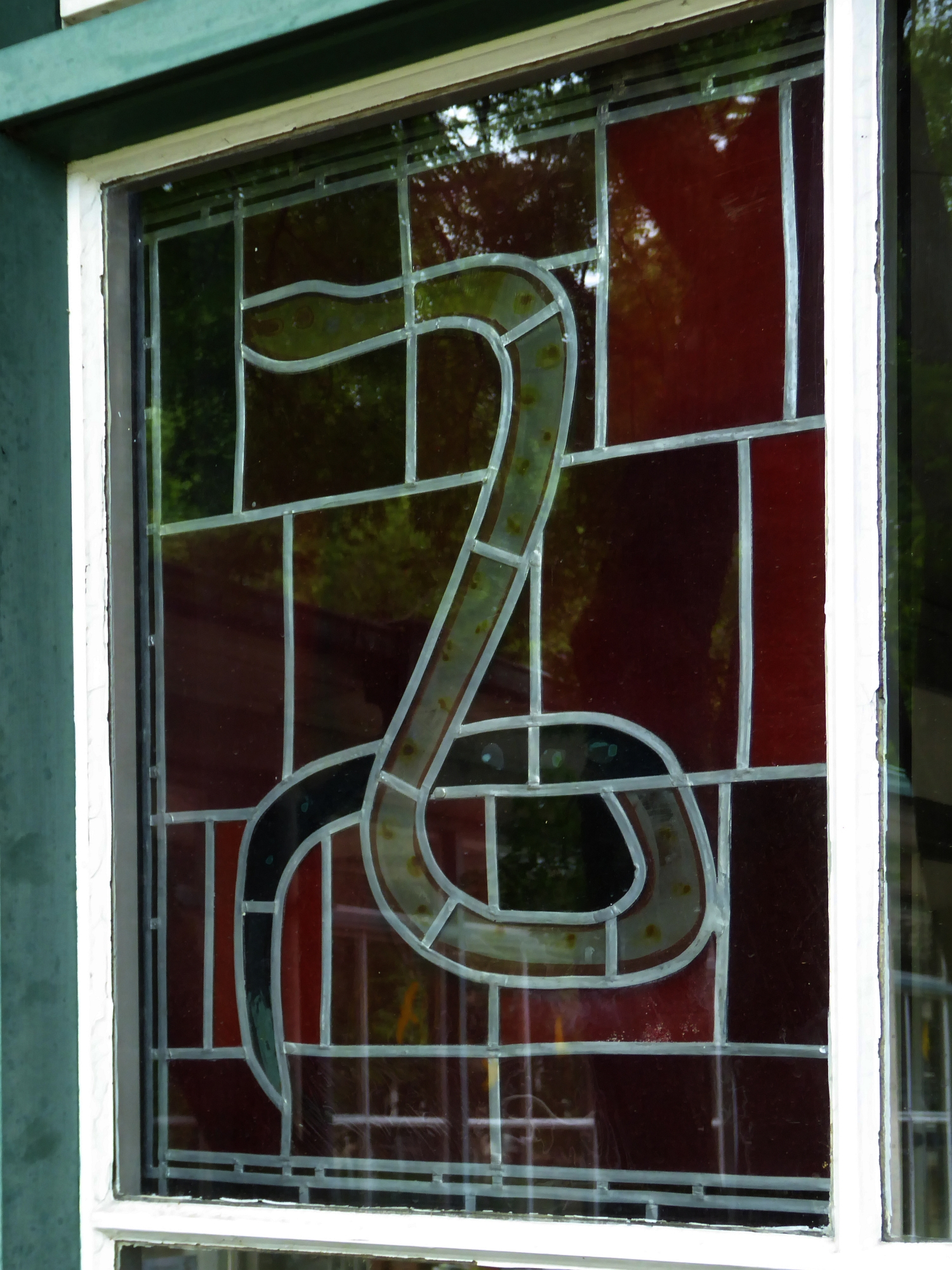
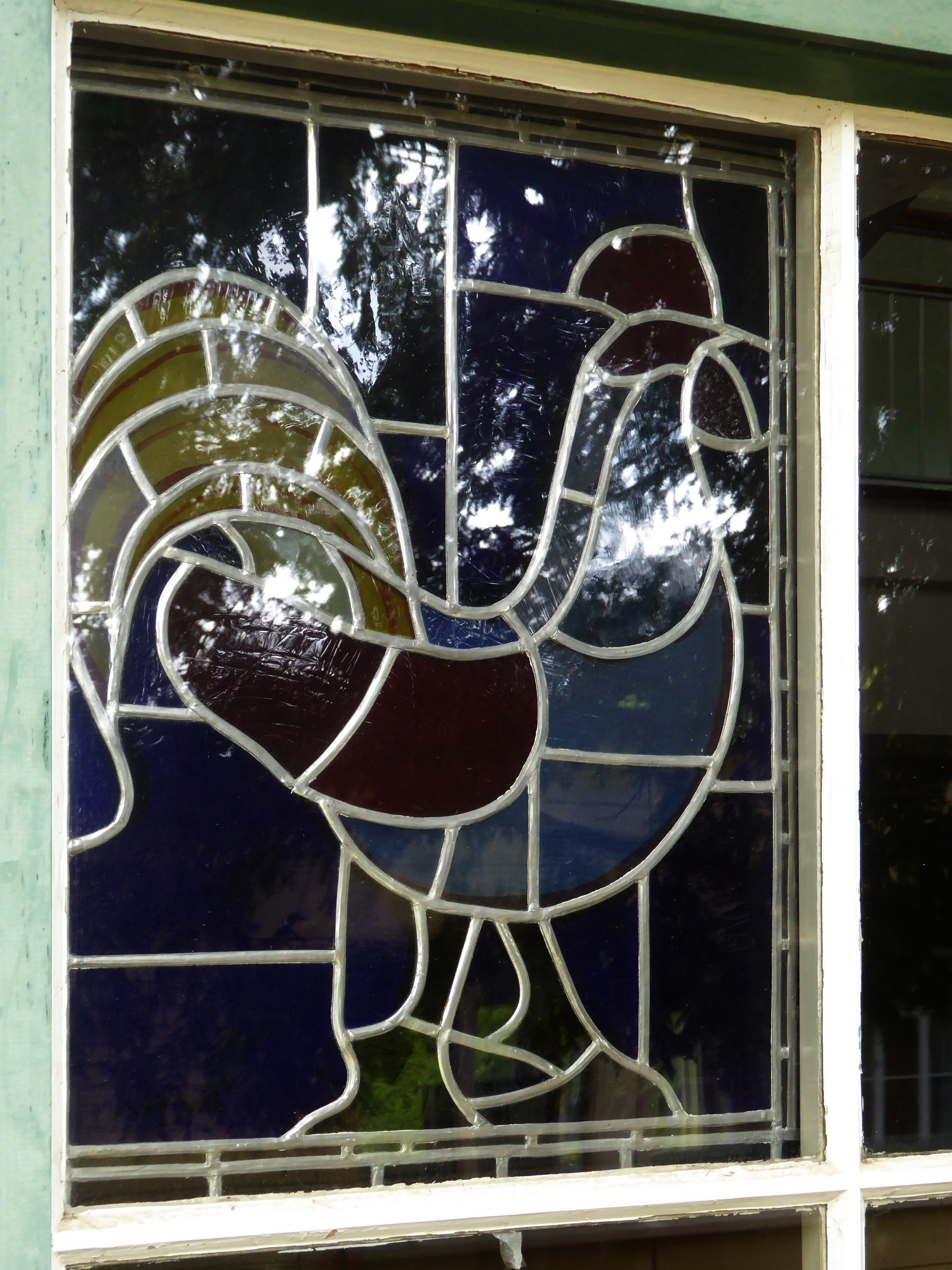
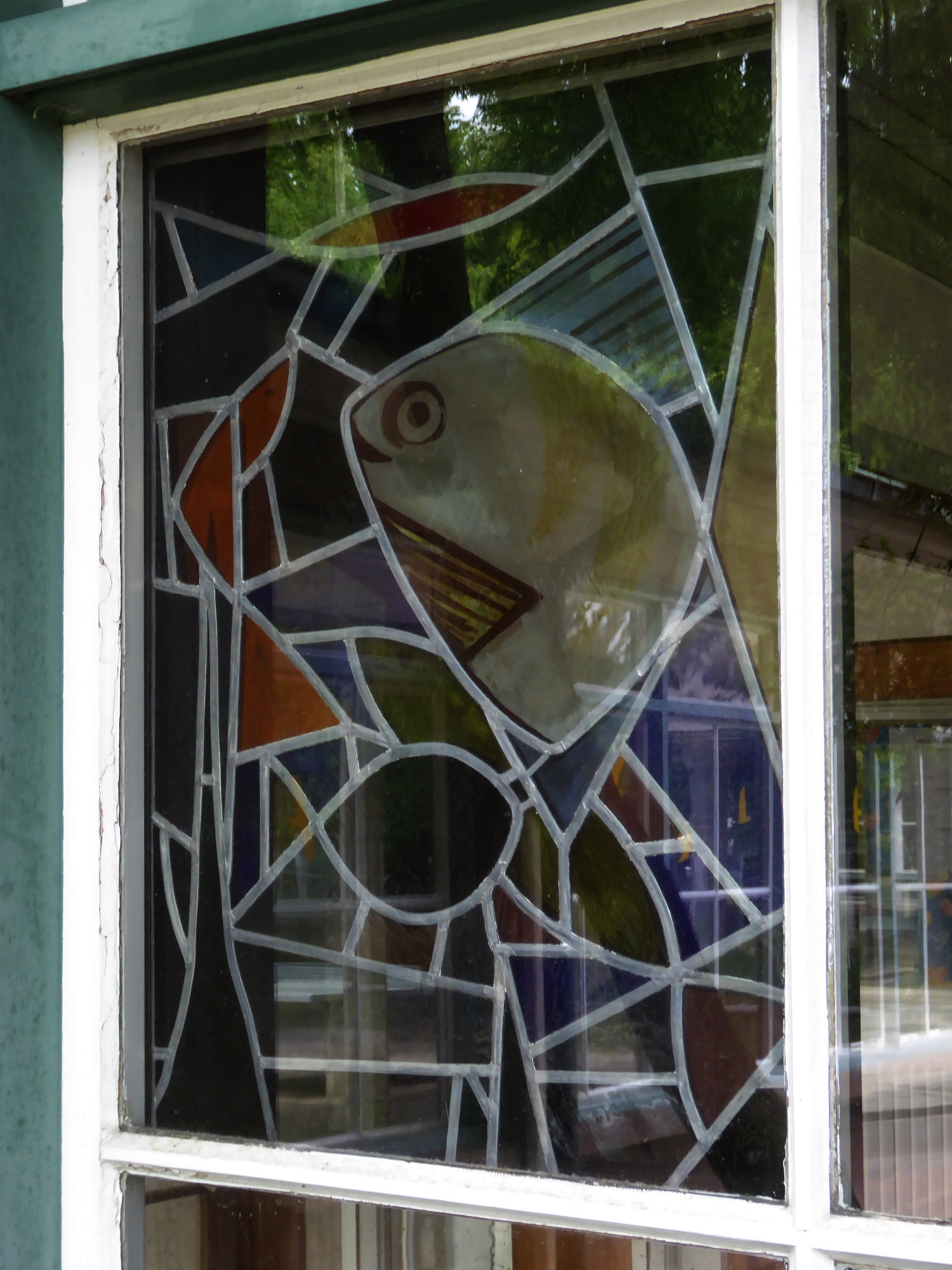

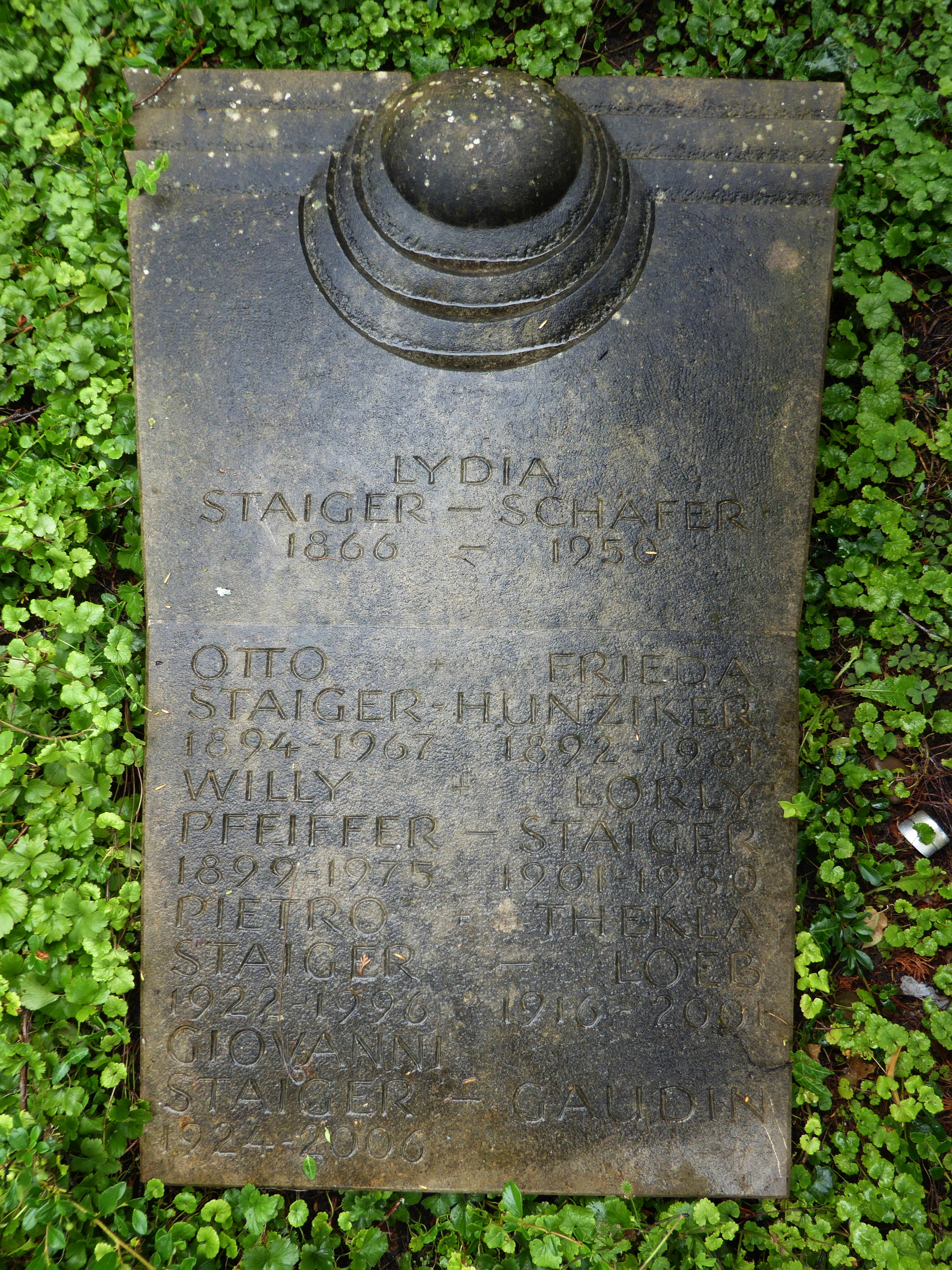
Familiengrab auf dem Friedhof am Hörnli.

Staiger war mit Frieda, geborene Hunziker (1892–1981) verheiratet. Seine letzte Ruhestätte fand er auf dem Friedhof am Hörnli in der Gemeinde Riehen.